# Foraat
Foraat, de triviale naam voor di-ethoxy-(ethylsulfanylmethylsulfanyl)-sulfanylideen-λ5-fosfaan, is een organische verbinding met als brutoformule C7H17O2PS3. De stof komt voor als een kleurloze tot gele vloeistof met een kenmerkende geur, die onoplosbaar is in water.
Foraat wordt, zoals de meeste thiofosfaatesters, gebruikt als insecticide, acaricide en nematicide (middel tegen rondwormen). Handelsnamen van de stof zijn onder andere: Thimet, Granutox, Thimenox, Agrimet, Rampart, Geomet, Vegfru en Vegfru foratox.

## Toxicologie en veiligheid
De stof ontleedt onder invloed van hitte, met vorming van dampen van fosforoxiden en zwaveloxiden. De stof is zeer giftig voor waterorganismen.
De stof kan effecten hebben op het centraal zenuwstelsel en bij contact met de stof kan er een remming van cholinesterase optreden. Blootstelling kan de dood veroorzaken.